# Ondřej Vetešník
Ondřej Vetešník (ur. 5 marca 1984 w Pradze) – czeski wioślarz.

## Osiągnięcia
- Mistrzostwa Świata Juniorów – Troki 2002 – dwójka podwójna – 4. miejsce[1].
- Mistrzostwa Świata U-23 – Amsterdam 2005 – dwójka podwójna wagi lekkiej – 1. miejsce[1].
- Mistrzostwa Świata – Gifu 2005 – dwójka podwójna wagi lekkiej – 11. miejsce[1].
- Mistrzostwa Świata U-23 – Hazewinkel 2006 – dwójka podwójna wagi lekkiej – 3. miejsce[1].
- Mistrzostwa Świata – Eton 2006 – dwójka podwójna wagi lekkiej – 16. miejsce[1].
- Mistrzostwa Świata – Monachium 2007 – dwójka podwójna wagi lekkiej – 15. miejsce[1].
- Mistrzostwa Europy – Poznań 2007 – dwójka podwójna wagi lekkiej – 3. miejsce[1].
- Mistrzostwa Europy – Ateny 2008 – dwójka podwójna wagi lekkiej – 5. miejsce[1].
- Mistrzostwa Świata – Linz 2008 – czwórka podwójna wagi lekkiej – 4. miejsce[1].
- Mistrzostwa Świata – Poznań 2009 – czwórka bez sternika wagi lekkiej – 8. miejsce[1].
- Mistrzostwa Europy – Brześć 2009 – czwórka bez sternika wagi lekkiej – 4. miejsce[1].
- Mistrzostwa Europy – Montemor-o-Velho 2010 – czwórka bez sternika wagi lekkiej – 7. miejsce[1].